# Santa Claus (Indiana)
Santa Claus é uma cidade  localizada no estado americano de Indiana, no Condado de Spencer.

## Demografia
Segundo o censo americano de 2000, a sua população era de 2041 habitantes.
Em 2006, foi estimada uma população de 2324, um aumento de 283 (13.9%).

## Geografia
De acordo com o United States Census Bureau tem uma área de
14,4 km², dos quais 13,4 km² cobertos por terra e 1,0 km² cobertos por água. Santa Claus localiza-se a aproximadamente 135 m acima do nível do mar.

## Localidades na vizinhança
O diagrama seguinte representa as localidades num raio de 20 km ao redor de Santa Claus.